# Die Nächte von Flores
Die Nächte von Flores (spanischer Originaltitel: Las noches de Flores) ist der Titel eines Romans des argentinischen Autors César Aira. Das Original ist 2004 erschienen, die deutsche Übersetzung von Klaus Laabs 2009 im Claassen-Verlag.

## Inhalt
Der Roman spielt in Buenos Aires in den Jahren der Argentinien-Krise. Den Zeitpunkt der Niederschrift hat Aira am Ende des Buchs mit dem 8. Mai 2003 angegeben.
Die erste Hälfte des Romans dreht sich um das alte Ehepaar Aldo und Rosa Peyró. Die beiden tragen im Stadtteil Flores zu Fuß Pizza aus. Im Hintergrund schwelt die Entführung und schließlich Ermordung des jungen Jonathan, die landesweit für Aufregung sorgt. In der zweiten Hälfte wechselt sich abrupt der Fokus der Geschichte, es kommen neue Figuren hinzu und Aldo und Rosa erscheinen in einem gänzlich neuen Licht.

## Ausgaben
- Las noches de Flores. Barcelona: Mondadori 2004. (Originalausgabe. 140 Seiten.) ISBN 84-397-1046-1.
- Die Nächte von Flores. Roman. Aus dem argentinischen Spanisch von Klaus Laabs. Berlin: Claassen 2009. (159 Seiten.) ISBN 978-3-546-00445-9. (Lizenzausgabe: Süddeutsche Zeitung Bibliothek 2010.)